# مانويل فيريول
مانويل فيريول (بالإسبانية: Manuel Ferriol)‏ هو لاعب كرة قدم إسباني، ولد في 13 أغسطس 1998 في بلنسية في إسبانيا. لعب مع James Madison Dukes men's soccer ‏.